# Camerlenghi del Collegio cardinalizio
L'elenco dei camerlenghi del Collegio cardinalizio procede fino al 1997, anno dal quale l'Annuario pontificio non riporta più questa carica.

## XIII secolo
- Cencio Savelli (1198 – 18 luglio 1216 eletto papa con il nome di Onorio III)
- Informazioni non disponibili (1216 – 1272)
- Guillaume de Bray (1272)
- Informazioni non disponibili (1272 – 1288)
- Pietro Peregrossi (post 16 maggio 1288 – 23 luglio/1º agosto 1295 deceduto)
- Hugues Aycelin de Montaigut, O.P. (post 23 luglio/1º agosto 1295 – 3 gennaio 1298)
- Robert de Pontigny, O.Cist. (3 gennaio 1298 – 9 ottobre 1305 deceduto)

## XIV secolo
- Jean Le Moine (post 9 ottobre 1305 – 1310 dimesso)
- Étienne de Suisy (1310 – 10 dicembre 1311 deceduto)
- Informazioni non disponibili (1311 – 1312)
- Nicolas Caignet de Fréauville, O.P. (1312 – 1313 dimesso)
- Bérenger de Frédol il Giovane (1313 – ante 26 novembre 1323 deceduto)
- Guillaume Teste (26 novembre 1323 – ante 25 settembre 1326 deceduto)
- Pierre d'Arrabloy (ante 25 settembre 1326 – ante 5 marzo 1331 deceduto)
- Pedro Gómez Barroso il Vecchio (5 marzo 1331 – ante 11 luglio 1340 dimesso)
- Imbert Dupuis (11 luglio 1340 – 26 maggio 1348 deceduto)
- Guillaume Court, O.Cist. (31 maggio 1348 – 12 giugno 1361 deceduto)
- Hugues Roger, O.S.B. (4 settembre 1361 – 21 ottobre 1363 deceduto)
- Guillaume d'Aigrefeuille il Vecchio, O.S.B. (post 21 ottobre 1363 – 4 ottobre 1369 deceduto)
- Guillaume d'Aigrefeuille il Giovane, O.S.B.Clun. (post 4 ottobre 1369 – 20 settembre 1378 deposto da papa Urbano VI per aver aderito all'Obbedienza avignonese)

## Scisma d'Occidente
Obbedienza romana (1378 – 1415):
- Niccolò Caracciolo Moschino, O.P. (post 20 settembre 1378 – 1386 dimesso)
- Francesco Renzio (1386 – 27 settembre 1390 deceduto)
- Enrico Minutoli (post 27 settembre 1390 – 5 ottobre 1408 deposto da papa Gregorio XII per aver aderito all'Obbedienza pisana)

Obbedienza avignonese (1378 – 1429):
- Guillaume d'Aigrefeuille il Giovane, O.S.B.Clun. (20 settembre 1378 – 13 gennaio 1401 deceduto)
- Martín de Zalba (post 13 gennaio 1401 – 27 ottobre 1403 deceduto)
- Amedeo di Saluzzo (post 27 ottobre 1403 – 21 ottobre 1408 deposto dall'antipapa Benedetto XIII per aver aderito all'Obbedienza pisana)

Obbedienza pisana (1409 – 1415):
- Enrico Minutoli (5 ottobre 1408 – 17 giugno 1412 deceduto)[1]
- Amedeo di Saluzzo (21 ottobre 1408 – 4 luglio 1415 fine dell'Obbedienza pisana)[2]

## XV secolo
- Amedeo di Saluzzo (4 luglio 1415 – 28 giugno 1419 deceduto)
- Francesco Lando (10 luglio 1419 – 26 dicembre 1427 deceduto)
- Antonio Panciera (post 26 dicembre 1427 – 3 luglio 1431 deceduto)
- Lucido Conti (post 3 luglio 1431 – 9 settembre 1437 deceduto)
- Angelotto Fosco (post 9 settembre 1437 – 1438)
- Domenico Capranica (1438 – 1439)
- Prospero Colonna (1439 – 1440)
- Guillaume d'Estouteville, O.S.B.Clun. (1440 – 1441)
- Bessarione (1441 – 1442)
- Niccolò d'Acciapaccio (1442 – post 31 maggio 1443)
- Giovanni De Ponte (post 31 maggio 1443 – 4 ottobre 1444)
- Alberto Alberti (4 ottobre 1444 – 11 agosto 1445 deceduto)
- Pietro Barbo (13 agosto 1445 – 7 ottobre 1446; poi eletto papa con il nome di Paolo II)
- Juan de Torquemada, O.P. (7 ottobre 1446 – 1447)
- Giorgio Fieschi (1447 – 1448)
- Domenico Capranica (1448 – 27 ottobre 1449; per la seconda volta)
- Astorgio Agnesi (27 ottobre 1449 – 1450)
- Isidoro di Kiev (1450 – 1451)
- Latino Orsini (1451 – 1452)
- Guillaume-Hugues d'Estaing, O.S.B. (novembre 1452 – 5 novembre 1453)
- Alain de Coëtivy (5 novembre 1453 – 1454)
- Filippo Calandrini (1454 – 1455)
- Antonio Cerdá y Lloscos, O.SS.T. (1456 – 26 gennaio 1457)
- Enea Silvio Piccolomini (26 gennaio 1457 – gennaio 1458; poi eletto papa con il nome di Pio II)
- Giacomo Tebaldi (post gennaio 1458 – 1459)
- Juan de Mella (1459 – 1460)
- Pietro Barbo (1460 – 1461; per la seconda volta)
- Alessandro Oliva, O.E.S.A. (1461 – 1462)
- Niccolò Fortiguerra (1462 – 8 gennaio 1463)
- Nikolaus von Kues (8 gennaio – 28 gennaio 1463)
- Giacomo Ammannati-Piccolomini (28 gennaio 1463 – 8 gennaio 1464)
- Louis d'Albret (8 gennaio – 4 settembre 1465 deceduto)
- Guillaume d'Estouteville, O.S.B.Clun. (post 4 settembre 1465 – 9 gennaio 1466; per la seconda volta)
- Berardo Eroli (9 gennaio 1466 – 7 gennaio 1467)
- Bessarione (7 gennaio 1467 – 11 giugno 1468; per la seconda volta)
- Juan de Carvajal (11 gennaio – 6 dicembre 1469 deceduto)
- Latino Orsini (13 novembre 1469 – 19 gennaio 1471; per la seconda volta)
- Filippo Calandrini (19 gennaio 1471 – 8 gennaio 1472; per la seconda volta)
- Roderic Llançol de Borja (8 gennaio – 15 maggio 1472; poi eletto papa con il nome di Alessandro VI)
- Guillaume d'Estouteville, O.S.B.Clun. (15 maggio 1472 – 1473; per la terza volta)
- Informazioni non disponibili (1473 – 1476)
- Bartolomeo Roverella (12 gennaio – 2 maggio 1476 deceduto)
- Giacomo Ammannati-Piccolomini (31 maggio 1476 – 15 gennaio 1477; per la seconda volta)
- Oliviero Carafa (15 gennaio 1477 – 9 gennaio 1478)
- Marco Barbo (9 gennaio 1478 – 8 gennaio 1479)
- Giuliano della Rovere (8 gennaio 1479 – 7 gennaio 1480; poi eletto papa con il nome di Giulio II)
- Giovanni Battista Zeno (7 gennaio 1480 – 8 gennaio 1481)
- Stefano Nardini (8 gennaio 1481 – 7 gennaio 1482)
- Ausias Despuig (7 gennaio 1482 – 15 gennaio 1483)
- Giovanni Arcimboldi (15 gennaio 1483 – 19 gennaio 1484)
- Giovanni Battista Cybo (19 gennaio – 29 agosto 1484 eletto papa con il nome di Innocenzo VIII)
- Giovanni Michiel (15 settembre 1484 – 11 gennaio 1486)
- Jorge da Costa (11 gennaio 1486 – 1487)
- Informazioni non disponibili (1487 – 1492)
- Lorenzo Cybo de Mari (gennaio 1492 – 8 febbraio 1493)
- Antonio Pallavicini Gentili (8 febbraio 1493 – 1494)
- Informazioni non disponibili (1494 – 1495)
- Giovanni Battista Orsini (21 gennaio 1495 – 1496)
- Informazioni non disponibili (1496 – 1498)
- Bernardino López de Carvajal (gennaio 1498 – 9 gennaio 1499)
- Bartolomé Martí (9 gennaio 1499 – 1500)

## XVI secolo
- Juan López (gennaio – 5 agosto 1501 deceduto)
- Informazioni non disponibili (1501 – 1503)
- Francesco Borgia (gennaio 1503 – ante 10 marzo 1504)
- Juan de Vera (ante 10 marzo 1504 – 1505)
- Antonio Trivulzio, O.C.R.S.A. (1505 – gennaio 1506)
- Giovanni Stefano Ferrero (gennaio 1506 – 1507)
- Informazioni non disponibili (1507 – 1509)
- François Guillaume de Castelnau-Clermont-Ludève (1509 – 1510)
- Informazioni non disponibili (1510 – 1512)
- Robert Guibé (29 gennaio – febbraio 1512)
- Leonardo Grosso della Rovere (febbraio 1512 – febbraio 1513)
- Robert Guibé (febbraio – 9 novembre 1513 deceduto; per la seconda volta)
- Informazioni non disponibili (1513 – 1516)
- Antonio Maria Ciocchi del Monte (1516 – 1517)
- Achille Grassi (1517 – 8 gennaio 1518)
- Lorenzo Pucci (8 gennaio 1518 – 10 gennaio 1519)
- Giulio de' Medici (10 gennaio 1519 – 11 gennaio 1520; poi eletto papa con il nome di Clemente VII)
- Francesco Conti (11 gennaio 1520 – 7 gennaio 1521)
- Giovanni Piccolomini (7 gennaio 1521 – 6 febbraio 1523)
- Giovanni Domenico De Cupis (6 febbraio 1523 – 2 marzo 1524)
- Andrea della Valle (2 marzo 1524 – 12 gennaio 1526)
- Scaramuccia Trivulzio (12 gennaio 1526 – 11 gennaio 1527)
- Domenico Giacobazzi (11 gennaio – 2 luglio 1527)
- Informazioni non disponibili (1527 – 1529)
- Willem Enckenwoirt (1529 – 24 gennaio 1530)
- Antonio Sanseverino, O.S.Io.Hieros. (24 gennaio 1530 – 18 gennaio 1531)
- Benedetto Accolti il Giovane (18 gennaio 1531 – 1º gennaio 1532)
- Agostino Spinola (1º gennaio 1532 – 8 gennaio 1533)
- Gianvincenzo Carafa (8 gennaio 1533 – 9 gennaio 1534)
- Andrea Matteo Palmieri (9 gennaio 1534 – 8 gennaio 1535)
- Francisco de los Ángeles Quiñones, O.F.M.Obs. (8 gennaio 1535 – 1º gennaio 1536)
- Francesco Corner (1º gennaio 1536 – 15 gennaio 1537)
- Antonio Pucci (15 gennaio 1537 – 7 gennaio 1538)
- Girolamo Ghinucci (7 gennaio 1538 – 10 gennaio 1539)
- Giacomo Simonetta (10 gennaio – 1º novembre 1539 deceduto)
- Gasparo Contarini (9 gennaio 1540 – 10 gennaio 1541)
- Gian Pietro Carafa (10 gennaio 1541 – 9 gennaio 1542; poi eletto papa con il nome di Paolo IV)
- Rodolfo Pio (9 gennaio 1542 – 8 gennaio 1543)[3]
- Juan Álvarez y Alva de Toledo, O.P. (8 gennaio 1543 – 9 gennaio 1544)
- Pierpaolo Parisio (9 gennaio 1544 – 9 gennaio 1545)[4]
- Uberto Gambara (9 gennaio 1545 – 8 gennaio 1546)
- Ascanio Parisani (8 gennaio 1546 – 7 gennaio 1547)
- Bartolomeo Guidiccioni (7 gennaio 1547 – 13 gennaio 1548)
- Miguel da Silva (13 gennaio 1548 – 6 gennaio 1549)
- Giovanni Gerolamo Morone (6 gennaio 1549 – 19 gennaio 1551)
- Marcello Crescenzi (19 gennaio 1551 – 8 gennaio 1552)
- Francisco Mendoza Bobadilla (8 gennaio 1552 – 23 gennaio 1553)
- Otto Truchseß von Waldburg (23 gennaio 1553 – 12 gennaio 1554)
- Bartolomé de la Cueva y Toledo (12 gennaio 1554 – 7 gennaio 1555)
- Federico Cesi (7 gennaio 1555 – 10 gennaio 1556)
- Pedro Pacheco Ladrón de Guevara (10 gennaio 1556 – 14 gennaio 1558)
- Giovanni Angelo Medici di Marignano (14 gennaio 1558 – 27 gennaio 1559; poi eletto papa con il nome di Pio IV)
- Tiberio Crispo (27 gennaio 1559 – 15 gennaio 1561)
- Fulvio Giulio della Corgna, O.S.Io.Hieros. (15 gennaio 1561 – 9 gennaio 1562)
- Giovanni Michele Saraceni (9 gennaio 1562 – 30 gennaio 1563)
- Giovanni Ricci (30 gennaio 1563 – 1564)
- Giovanni Battista Cicala (1564 – 12 gennaio 1565)
- Scipione Rebiba (12 gennaio 1565 – 13 gennaio 1567)
- Gianantonio Capizucchi (13 gennaio 1567 – 14 gennaio 1568)
- Giacomo Savelli (14 gennaio 1568 – 14 gennaio 1569)
- Alvise Corner (14 gennaio 1569 – 11 gennaio 1570)
- Philibert Babou de la Bourdaisière (11 gennaio – 25 gennaio 1570 deceduto)
- Antoine Perrenot de Granvelle (10 febbraio 1570 – 18 maggio 1571)
- Stanisław Hozjusz (18 maggio 1571 – 23 gennaio 1572)
- Francisco Pacheco de Villena (23 gennaio 1572 – 9 gennaio 1574)
- Giovanni Francesco Gambara (9 gennaio 1574 – 10 gennaio 1575)
- Carlo Borromeo (10 gennaio 1575 – 9 gennaio 1576)
- Alfonso Gesualdo (9 gennaio 1576 – 6 gennaio 1577)
- Niccolò Caetani di Sermoneta (6 gennaio 1577 – 8 gennaio 1578)
- Innico d'Avalos d'Aragona, O.S.Iacobi (8 gennaio 1578 – 9 gennaio 1579)
- Marcantonio Colonna, Sr. (9 gennaio 1579 – 8 gennaio 1580)
- Tolomeo Gallio (8 gennaio 1580 – 9 gennaio 1581)
- Prospero Santacroce (9 gennaio 1581 – 8 gennaio 1582)
- Zaccaria Dolfin (8 gennaio 1582 – 10 gennaio 1583)
- Giovanni Francesco Commendone (10 gennaio 1583 – 16 gennaio 1584)
- Guglielmo Sirleto (16 gennaio 1584 – 7 gennaio 1585)
- Michele Bonelli, O.P. (7 gennaio 1585 – 7 gennaio 1587)
- Ludovico Madruzzo (7 gennaio 1587 – 7 gennaio 1588)
- Nicolas de Pellevé (7 gennaio 1588 – 9 gennaio 1589)
- Giulio Antonio Santori (9 gennaio 1589 – 8 gennaio 1590)
- Girolamo Rusticucci (8 gennaio 1590 – 1593)
- Informazioni non disponibili (1593 – 1595)
- Giovanni Evangelista Pallotta (1595 – 8 gennaio 1596)
- Agostino Valier (8 gennaio 1596 – 1597)
- Informazioni non disponibili (1597 – 1599)
- Domenico Pinelli, seniore (1599 – 1600)

## XVII secolo
- Informazioni non disponibili (1600 – 1605)
- Gregorio Petrocchini, O.E.S.A. (7 gennaio 1605 – 8 gennaio 1607)
- Paolo Emilio Sfondrati (8 gennaio 1607 – 7 gennaio 1608)
- Ottavio Paravicini (7 gennaio 1608 – 12 gennaio 1609)
- Ottavio Acquaviva d'Aragona, Sr. (12 gennaio 1609 – 11 gennaio 1610)
- Flaminio Piatti (11 gennaio 1610 – 10 gennaio 1611)
- Pietro Aldobrandini (10 gennaio 1611 – 9 gennaio 1612)
- Ottavio Bandini (9 gennaio 1612 – 7 gennaio 1613)
- Bartolomeo Cesi (7 gennaio 1613 – 13 gennaio 1614)
- Francesco Mantica (13 gennaio – 28 gennaio 1614 deceduto)
- Bonifazio Bevilacqua Aldobrandini (17 febbraio 1614 – 11 gennaio 1616)
- Domenico Toschi (11 gennaio 1616 – 9 gennaio 1617)
- Roberto Bellarmino, S.I. (9 gennaio 1617 – 8 gennaio 1618)
- Domenico Ginnasi (8 gennaio 1618 – 7 gennaio 1619)
- Giovanni Dolfin (7 gennaio 1619 – 13 gennaio 1620)
- Giacomo Sannesio (13 gennaio 1620 – 11 gennaio 1621)
- Scipione Caffarelli-Borghese (11 gennaio 1621 – 9 gennaio 1623)
- Maffeo Barberini (9 gennaio – 6 agosto 1623 eletto papa con il nome di Urbano VIII)
- Giovanni Garzia Millini (6 agosto 1623 – 13 gennaio 1625)
- Marcello Lante (13 gennaio 1625 – 7 gennaio 1626)
- Giambattista Leni (7 gennaio 1626 – 27 gennaio 1627)
- Gaspar de Borja y Velasco (27 gennaio 1627 – 10 gennaio 1628)
- Roberto Ubaldini (10 gennaio 1628 – 8 gennaio 1629)
- Tiberio Muti (8 gennaio 1629 – 7 gennaio 1630)
- Giulio Savelli (7 gennaio 1630 – 8 gennaio 1631)
- Guido Bentivoglio (8 gennaio 1631 – 19 gennaio 1632)
- Antonio Barberini O.F.M.Cap. (19 gennaio – 16 febbraio 1632)
- Desiderio Scaglia, O.P. (16 febbraio 1632 – 10 gennaio 1633)
- Agostino Spinola (10 gennaio 1633 – 9 gennaio 1634)
- Cosimo de Torres (9 gennaio 1634 – 8 gennaio 1635)
- Alfonso de la Cueva-Benavides y Mendoza-Carrillo (8 gennaio 1635 – 7 gennaio 1636)
- Antonio Marcello Barberini, O.F.M.Cap. (7 gennaio 1636 – 12 gennaio 1637; per la seconda volta)
- Luigi Caetani (12 gennaio 1637 – 15 gennaio 1638)
- Bernardino Spada (15 gennaio 1638 – 10 gennaio 1639)
- Berlinghiero Gessi (10 gennaio – 6 aprile 1639)
- Federico Baldissera Bartolomeo Corner (11 aprile 1639 – 7 gennaio 1641)
- Giulio Cesare Sacchetti (7 gennaio 1641 – 13 gennaio 1642)
- Giovanni Domenico Spinola (13 gennaio 1642 – 12 gennaio 1643)
- Giovanni Battista Pamphilj (12 gennaio 1643 – 14 marzo 1644; poi eletto papa con il nome di Innocenzo X)
- Gil Carrillo de Albornoz (14 marzo 1644 – 8 gennaio 1646)
- Ciriaco Rocci (8 gennaio 1646 – 7 gennaio 1647)
- Giovanni Battista Maria Pallotta (7 gennaio 1647 – 13 gennaio 1648)
- Ulderico Carpegna (13 gennaio 1648 – 1º febbraio 1649)
- Marcantonio Franciotti (1º febbraio 1649 – 9 gennaio 1650)
- Marcantonio Bragadin (10 gennaio 1650 – 9 gennaio 1651)
- Pierdonato Cesi (9 gennaio 1651 – 8 gennaio 1652)
- Vincenzo Maculani, O.P. (8 gennaio 1652 – 8 gennaio 1653)
- Francesco Peretti di Montalto (8 gennaio 1653 – 12 gennaio 1654)
- Carlo Rossetti (12 gennaio 1654 – 10 gennaio 1656)
- Francesco Angelo Rapaccioli (10 gennaio 1656 – 15 gennaio 1657)
- Juan de Lugo y de Quiroga, S.I. (15 gennaio 1657 – 14 gennaio 1658)
- Niccolò Albergati-Ludovisi (14 gennaio 1658 – 13 gennaio 1659)
- Federico Sforza (13 gennaio 1659 – 12 gennaio 1660)
- Benedetto Odescalchi (12 gennaio 1660 – 24 gennaio 1661; poi eletto papa con il nome di Innocenzo XI)
- Camillo Astalli (24 gennaio 1661 – 16 gennaio 1662)
- Luigi Alessandro Omodei (16 gennaio 1662 – 15 gennaio 1663)
- Giacomo Corradi (15 gennaio 1663 – 14 gennaio 1664)
- Giberto Borromeo (14 gennaio 1664 – 12 gennaio 1665)
- Marcello Santacroce (12 gennaio 1665 – 11 gennaio 1666)
- Giambattista Spada (11 gennaio 1666 – gennaio 1667)
- Francesco Albizzi (gennaio 1667 – 14 gennaio 1669)
- Ottavio Acquaviva d'Aragona, Jr. (14 gennaio 1669 – 19 gennaio 1671)
- Carlo Pio di Savoia iuniore (19 gennaio 1671 – 15 gennaio 1672)
- Carlo Gualterio (15 gennaio 1672 – 1º gennaio 1673 deceduto)
- Flavio Chigi (16 gennaio 1673 – 15 gennaio 1674)
- Giacomo Franzoni (15 gennaio 1674 – 28 gennaio 1675)
- Pietro Vidoni (28 gennaio 1675 – 24 febbraio 1676)
- Carlo Carafa della Spina (24 febbraio 1676 – 10 gennaio 1678)
- Paluzzo Paluzzi Altieri degli Albertoni (10 gennaio 1678 – 9 gennaio 1679)
- Giacomo Filippo Nini (9 gennaio 1679 – 8 gennaio 1680)
- Giacomo Rospigliosi (8 gennaio 1680 – 13 gennaio 1681)
- Gaspare Carpegna (13 gennaio 1681 – 12 gennaio 1682)
- César d'Estrées (12 gennaio 1682 – 11 gennaio 1683)
- Federico Baldeschi Colonna (11 gennaio 1683 – 10 gennaio 1684)
- Francesco Nerli, Jr. (10 gennaio 1684 – 15 gennaio 1685)
- Girolamo Gastaldi (15 gennaio – 8 aprile 1685)
- Alessandro Crescenzi, C.R.S. (9 aprile 1685 – 3 marzo 1687)
- Galeazzo Marescotti (3 marzo 1687 – 17 maggio 1688)
- Fabrizio Spada (17 maggio 1688 – 24 gennaio 1689)
- Philip Thomas Howard, O.P. (24 gennaio 1689 – 8 gennaio 1691)
- Giambattista Spinola, Sr. (8 gennaio 1691 – 10 marzo 1692)
- Savio Mellini (10 marzo 1692 – 2 gennaio 1693)
- Lorenzo Brancati, O.F.M.Conv. (2 gennaio – 30 novembre 1693 deceduto)
- Pier Matteo Petrucci (7 dicembre 1693 – 10 gennaio 1695)
- Jan Kazimierz Denhoff (10 gennaio 1695 – 2 gennaio 1696)
- Leandro Colloredo, C.O. (2 gennaio 1696 – 14 gennaio 1697)
- Domenico Maria Corsi (14 gennaio – 6 novembre 1697 deceduto)
- Non si riscontra nessun nome in Acta Camerari Sacri Collegii S. R. E. Cardinalium (1698 – 1699)
- Bandino Panciatichi (1699 – 3 febbraio 1700)

## XVIII secolo
- Giacomo Cantelmi (3 febbraio 1700 – 23 gennaio 1702)
- Toussaint de Forbin-Janson (23 gennaio 1702 – 15 gennaio 1703)
- Giambattista Rubini (15 gennaio 1703 – 14 gennaio 1704)
- Tommaso Maria Ferrari, O.P. (14 gennaio 1704 – 26 gennaio 1705)
- Giuseppe Sacripante (26 gennaio 1705 – 25 gennaio 1706)
- Fabrizio Paolucci (25 gennaio 1706 – 21 febbraio 1707)
- Andrea Santacroce (21 febbraio 1707 – 27 febbraio 1708)
- Sperello Sperelli (27 febbraio 1708 – 28 gennaio 1709)
- Giovanni Maria Gabrielli, O.Cist. (28 gennaio 1709 – 19 febbraio 1710)
- Lorenzo Corsini (19 febbraio 1710 – 26 gennaio 1711; poi eletto papa con il nome di Clemente XII)
- Francesco Acquaviva d'Aragona (26 gennaio 1711 – 2 marzo 1712)
- Filippo Antonio Gualterio (2 marzo 1712 – 30 gennaio 1713)
- Giandomenico Paracciani (30 gennaio 1713 – 17 gennaio 1714)
- Joseph-Emmanuel de La Trémoille (17 gennaio 1714 – 31 gennaio 1715)
- Carlo Agostino Fabroni (31 gennaio 1715 – 13 gennaio 1716)
- Michelangelo Conti (13 gennaio 1716 – 4 gennaio 1717; poi eletto papa con il nome di Innocenzo XIII)
- Lodovico Pico della Mirandola (4 gennaio 1717 – 10 gennaio 1718)
- Antonio Felice Zondadari (10 gennaio 1718 – 8 febbraio 1719)
- Pier Marcellino Corradini (8 febbraio 1719 – 4 marzo 1720)
- Luigi Priuli (4 marzo – 15 marzo 1720 deceduto)
- Giovanni Battista Tolomei, S.I. (20 marzo 1720 – 20 gennaio 1723)
- Bernardino Scotti (20 gennaio 1723 – 12 gennaio 1724)
- Nicola Gaetano Spinola (17 gennaio 1724 – 20 febbraio 1726)
- Giorgio Spinola (20 febbraio 1726 – 20 gennaio 1727)
- Cornelio Bentivoglio (20 gennaio 1727 – 26 gennaio 1728)
- Luis Antonio Belluga y Moncada (26 gennaio 1728 – 7 febbraio 1729)
- Mihály Frigyes Althann (7 febbraio 1729 – 8 febbraio 1730)
- Juan Álvaro Cienfuegos Villazón, S.I. (8 febbraio 1730 – 3 marzo 1732)
- Giovanni Battista Altieri (3 marzo 1732 – 19 gennaio 1733)
- Vincenzo Petra (19 gennaio 1733 – 20 gennaio 1734)
- Niccolò Maria Lercari (20 gennaio 1734 – 17 gennaio 1735)
- Vincenzo Ludovico Gotti, O.P. (17 gennaio 1735 – 27 febbraio 1736)
- Leandro di Porcia, O.S.B.Cas. (27 febbraio 1736 – 11 febbraio 1737)
- Pier Luigi Carafa (11 febbraio 1737 – 27 gennaio 1738)
- Francesco Scipione Maria Borghese (27 gennaio 1738 – 26 gennaio 1739)
- Vincenzo Bichi (26 gennaio 1739 – 2 gennaio 1741)
- Giuseppe Firrao il Vecchio (2 gennaio 1741 – 22 gennaio 1742)
- Antonio Saverio Gentili (22 gennaio 1742 – 28 gennaio 1743)
- Giovanni Antonio Guadagni, O.C.D. (28 gennaio 1743 – 3 febbraio 1744)
- Troiano Acquaviva d'Aragona (3 febbraio 1744 – 25 gennaio 1745)
- Domenico Riviera (25 gennaio 1745 – 17 gennaio 1746)
- Giovanni Battista Spinola (17 gennaio 1746 – 10 aprile 1747)
- Raniero d'Elci (10 aprile 1747 – 20 gennaio 1748)
- Domenico Silvio Passionei (29 gennaio 1748 – 20 gennaio 1749)
- Silvio Valenti Gonzaga (20 gennaio 1749 – 19 gennaio 1750)
- Joaquín Fernández Portocarrero (19 gennaio 1750 – 1º febbraio 1751)
- Camillo Paolucci (1º febbraio 1751 – 24 gennaio 1752)
- Carlo Alberto Guidobono Cavalchini (24 giugno 1752 – 29 gennaio 1753)
- Federico Marcello Lante Montefeltro Della Rovere (29 gennaio 1753 – 14 gennaio 1754)
- Francesco Landi Pietra (14 gennaio 1754 – 17 febbraio 1755)
- Fortunato Tamburini, O.S.B.Cas. (17 febbraio 1755 – 12 gennaio 1756)
- Girolamo de Bardi (12 gennaio 1756 – 3 gennaio 1757)
- Giovanni Battista Mesmer (3 gennaio 1757 – 13 marzo 1758)
- Enrico Benedetto Stuart (13 marzo 1758 – 28 gennaio 1760)
- Giuseppe Maria Feroni (28 gennaio 1760 – 16 febbraio 1761)
- Luca Melchiore Tempi (16 febbraio 1761 – 25 gennaio 1762)
- Cosimo Imperiali (25 gennaio 1762 – 24 gennaio 1763)
- Antonio Andrea Galli, C.R.L. (24 gennaio 1763 – 20 febbraio 1764)
- Carlo Rezzonico (20 febbraio 1764 – 4 febbraio 1765)
- Ferdinando Maria de' Rossi (4 febbraio 1765 – 27 gennaio 1766)
- Giuseppe Maria Castelli (27 gennaio 1766 – 16 febbraio 1767)
- Gaetano Fantuzzi (16 febbraio 1767 – 25 gennaio 1768)
- Pietro Girolamo Guglielmi (25 gennaio 1768 – 20 gennaio 1770)
- Marcantonio Colonna (20 gennaio 1770 – 4 marzo 1771)
- Andrea Corsini (4 marzo 1771 – 27 gennaio 1772)
- Simone Buonaccorsi (27 gennaio [1772 – 8 marzo 1773)
- Giovanni Carlo Boschi (8 marzo 1773 – 28 febbraio 1774)
- Ludovico Calini (28 febbraio 1774 – 29 gennaio 1776)
- Lazzaro Opizio Pallavicino (29 gennaio 1776 – 17 febbraio 1777)
- Pietro Colonna Pamphili (17 febbraio 1777 – 30 marzo 1778)
- Mario Compagnoni Marefoschi (30 marzo 1778 – 1º marzo 1779)
- Scipione Borghese (1º marzo 1779 – 20 marzo 1780)
- Antonio Eugenio Visconti (20 marzo 1780 – 2 aprile 1781)
- Bernardino Giraud (2 aprile 1781 – 25 febbraio 1782)
- Innocenzo Conti (25 febbraio 1782 – 17 febbraio 1783)
- Francesco Saverio de Zelada (17 febbraio 1783 – 25 giugno 1784)
- Leonardo Antonelli (25 giugno 1784 – 1785)
- Giovanni Archinto (1785 – 13 febbraio 1786)
- Giacinto Sigismondo Gerdil, B. (13 febbraio 1786 – 29 gennaio 1787)
- Guglielmo Pallotta (29 gennaio 1787 – 10 marzo 1788)
- František Herzan von Harras (10 marzo 1788 – 30 marzo 1789)
- Giovanni de Gregorio (30 marzo 1789 – 29 marzo 1790)
- Francesco Carrara (29 marzo 1790 – 11 aprile 1791)
- Ignazio Busca (11 aprile 1791 – 27 febbraio 1792)
- Stefano Borgia (27 febbraio 1792 – 17 giugno 1793)
- Tommaso Antici (17 giugno 1793 – 21 febbraio 1794)
- Giovanni Battista Caprara Montecuccoli (21 febbraio 1794 – 1º giugno 1795)
- Antonio Dugnani (1º giugno 1795 – 27 giugno 1796)
- Aurelio Roverella (27 giugno 1796 – 24 luglio 1797)
- Giulio Maria della Somaglia (24 luglio 1797 – 29 gennaio 1798)
- Vincenzo Maria Altieri (29 gennaio – 7 settembre 1798)
- Giulio Maria della Somaglia (1799 – 23 febbraio 1801; per la seconda volta)

## XIX secolo
- Diego Innico Caracciolo di Martina (23 febbraio 1801 – 29 marzo 1802)
- Giuseppe Firrao il Giovane (29 marzo 1802 – 1803)
- Ferdinando Maria Saluzzo (1803 – 1804)
- Bartolomeo Pacca (1804 – 1805)
- Giovanni Filippo Gallarati Scotti (1805 – 1806)
- Lorenzo Litta (1806 – 1807)
- Filippo Casoni (1807 – 1808)
- Girolamo della Porta (1808 – 1809)
- Valentino Mastrozzi (gennaio – 13 maggio 1809 deceduto)
- Antonio Despuig y Dameto (1810 – 2 marzo 1813 deceduto)
- Pietro Francesco Galeffi (26 settembre 1814 – 10 marzo 1818)
- Antonio Maria Doria Pamphilj (16 marzo 1818 – 29 marzo 1819)
- Fabrizio Dionigi Ruffo (29 marzo 1819 – 21 febbraio 1820)
- Ercole Consalvi (21 febbraio 1820 – 8 gennaio 1821)
- Giuseppe Albani (8 gennaio 1821 – 19 aprile 1822)
- Francesco Guidobono Cavalchini (19 aprile 1822 – 10 marzo 1823)
- Giovanni Caccia-Piatti (10 marzo 1823 – 21 marzo 1825)
- Pietro Vidoni (21 marzo 1825 – 13 marzo 1826)
- Cesare Guerrieri Gonzaga (13 marzo 1826 – 9 aprile 1827)
- Antonio Frosini (9 aprile 1827 – 28 gennaio 1828)
- Tommaso Riario Sforza (28 gennaio 1828 – 15 marzo 1830)
- Belisario Cristaldi (15 marzo 1830 – 28 febbraio 1831)
- Juan Francisco Marco y Catalán (28 febbraio 1831 – 24 febbraio 1832)
- Domenico De Simone (24 febbraio 1832 – 15 aprile 1833)
- Ludovico Gazzoli (15 aprile 1833 – 20 gennaio 1834)
- Mario Mattei (20 gennaio 1834 – 6 aprile 1835)
- Nicola Grimaldi (6 aprile 1835 – 1836)
- Alessandro Spada (1836 – 19 maggio 1837)
- Bartolomeo Pacca (19 maggio 1837 – 12 febbraio 1838; per la seconda volta)
- Emmanuele De Gregorio (12 febbraio 1838 – 18 febbraio 1839)
- Giovanni Francesco Falzacappa (18 febbraio 1839 – 27 aprile 1840)
- Carlo Maria Pedicini (27 aprile 1840 – 1º marzo 1841)
- Antonio Domenico Gamberini (1º marzo 1841 – 25 aprile 1842 deceduto)
- Giacomo Giustiniani (24 gennaio 1842 – 27 gennaio 1843)
- Vincenzo Macchi (27 gennaio 1843 – 22 gennaio 1844)
- Luigi Lambruschini, B. (22 gennaio 1844 – 20 gennaio 1845)
- Pietro Ostini (20 gennaio 1845 – 19 gennaio 1846)
- Castruccio Castracane degli Antelminelli (19 gennaio 1846 – 1847)
- Mario Mattei (1848 – 1850; per la seconda volta)
- Giacomo Luigi Brignole (17 febbraio 1851 – 15 marzo 1852)
- Costantino Patrizi Naro (15 marzo 1852 – 7 marzo 1853)
- Luigi Amat di San Filippo e Sorso (7 marzo 1853 – 7 aprile 1854)
- Gabriele Ferretti (7 aprile 1854 – 23 marzo 1855)
- Antonio Maria Cagiano de Azevedo (23 marzo 1855 – 1856)
- Benedetto Colonna Barberini di Sciarra (1856 – 1857)
- Ugo Pietro Spinola (1857 – 15 marzo 1858)
- Gabriel della Genga Sermattei (15 marzo 1858 – 15 gennaio 1859)
- Chiarissimo Falconieri Mellini (15 gennaio – 22 agosto 1859)
- Antonio Tosti (post 22 agosto 1859 – 1860)
- Gaspare Bernardo Pianetti (18 marzo 1861 – 30 gennaio 1862)
- Fabio Maria Asquini (30 gennaio 1862 – 8 maggio 1863)
- Niccola Clarelli Parracciani (8 maggio 1863 – 1864)
- Domenico Carafa della Spina di Traetto (1864 – 27 marzo 1865)
- Sisto Riario Sforza (27 marzo 1865 – 8 gennaio 1866)
- Camillo Di Pietro (8 gennaio 1866 – 22 febbraio 1867)
- Karl August von Reisach (22 febbraio 1867 – 13 marzo 1868)
- Alessandro Barnabò (13 marzo 1868 – 25 giugno 1869)
- Giuseppe Milesi Pironi Ferretti (25 giugno 1869 – 21 marzo 1870)
- Pietro de Silvestri (21 marzo 1870 – agosto 1871)
- Angelo Quaglia (agosto 1871 – 23 febbraio 1872)
- Antonio Maria Panebianco, O.F.M.Conv. (23 febbraio 1872 – 21 marzo 1873)
- Antonio Saverio De Luca (21 marzo 1873 – 16 gennaio 1874)
- Giuseppe Andrea Bizzarri (16 gennaio 1874 – 15 marzo 1875)
- Jean-Baptiste-François Pitra, O.S.B. (15 marzo 1875 – 28 gennaio 1876)
- Lucien-Louis-Joseph-Napoléon Bonaparte (28 gennaio 1876 – 12 marzo 1877)
- Innocenzo Ferrieri (12 marzo 1877 – 28 febbraio 1879)
- Edoardo Borromeo (28 febbraio 1879 – 27 febbraio 1880)
- Raffaele Monaco La Valletta (27 febbraio 1880 – 13 maggio 1881)
- Flavio Chigi (13 maggio 1881 – 27 marzo 1882)
- Luigi Oreglia di Santo Stefano (27 marzo 1882 – 15 marzo 1883)
- Tommaso Maria Martinelli, O.E.S.A. (15 marzo 1883 – 24 marzo 1884)
- Mieczysław Halka Ledóchowski (24 marzo 1884 – 27 marzo 1885)
- Giovanni Simeoni (27 marzo 1885 – 15 gennaio 1886)
- Domenico Bartolini (15 gennaio 1886 – 14 marzo 1887)
- Luigi Serafini (14 marzo 1887 – 1º giugno 1888)
- Lucido Maria Parocchi (1º giugno 1888 – 11 febbraio 1889)
- Carlo Laurenzi (11 febbraio – 30 dicembre 1889)
- Paul Ludolf Melchers (30 dicembre 1889 – 1º giugno 1891)
- Serafino Vannutelli (1º giugno 1891 – 11 luglio 1892)
- Gaetano Aloisi Masella (11 luglio 1892 – 16 gennaio 1893)
- Mariano Rampolla del Tindaro (16 gennaio 1893 – 18 maggio 1894)
- Fulco Luigi Ruffo-Scilla (18 maggio 1894 – 18 marzo 1895)
- Angelo Di Pietro (18 marzo 1895 – 1896)
- Girolamo Maria Gotti, O.C.D. (1896 – 19 aprile 1897)
- Domenico Maria Jacobini (19 aprile 1897 – 24 marzo 1898)
- Antonio Agliardi (24 marzo 1898 – 19 giugno 1899)
- Domenico Ferrata (19 giugno 1899 – 19 aprile 1900)

## XX secolo
- Serafino Cretoni (19 aprile 1900 – 15 aprile 1901)
- Giovanni Battista Casali del Drago (15 aprile 1901 – 9 giugno 1902)
- Francesco di Paola Cassetta (9 giugno 1902 – 22 giugno 1903)
- Alessandro Sanminiatelli Zabarella (22 giugno 1903 – 27 marzo 1905)
- François-Désiré Mathieu (27 marzo 1905 – 21 febbraio 1906)
- Pietro Respighi (21 febbraio 1906 – 15 aprile 1907)
- Sebastiano Martinelli, O.E.S.A. (15 aprile 1907 – 29 aprile 1909)
- Casimiro Gennari (29 aprile 1909 – 27 novembre 1911)
- Rafael Merry del Val y Zulueta (27 novembre 1911 – 2 dicembre 1912)
- Aristide Rinaldini (2 dicembre 1912 – 24 maggio 1914)
- Pietro Gasparri (24 maggio 1914 – 22 gennaio 1915)
- Antonio Vico (22 gennaio 1915 – 4 dicembre 1916)
- Gennaro Granito Pignatelli di Belmonte (4 dicembre 1916 – 10 marzo 1919)
- Basilio Pompilj (10 marzo 1919 – 8 marzo 1920)
- Giulio Boschi (8 marzo – 15 maggio 1920 deceduto)
- Rafael Merry del Val y Zulueta (16 dicembre 1920 – 11 dicembre 1922; per la seconda volta)
- Willem Marinus van Rossum, C.SS.R (11 dicembre 1922 – 23 maggio 1923)
- Andreas Frühwirth, O.P. (23 maggio 1923 – 24 marzo 1924)
- Raffaele Scapinelli di Leguigno (24 marzo 1924 – 30 marzo 1925)
- Vittorio Amedeo Ranuzzi de' Bianchi (30 marzo 1925 – 21 giugno 1926)
- Donato Raffaele Sbarretti Tazza (21 giugno 1926 – 20 giugno 1927)
- Tommaso Boggiani, O.P. (20 giugno 1927 – 17 dicembre 1928)
- Francesco Ragonesi (17 dicembre 1928 – 15 luglio 1929)
- Achille Locatelli (15 luglio 1929 – 30 giugno 1930)
- Luigi Sincero (30 giugno 1930 – 13 marzo 1933)
- Bonaventura Cerretti (13 marzo – 8 maggio 1933 deceduto)
- Achille Locatelli (16 ottobre 1933 – 1º aprile 1935; per la seconda volta)
- Luigi Capotosti (1º aprile 1935 – 15 giugno 1936)
- Lorenzo Lauri (15 giugno 1936 – 13 dicembre 1937)
- Eugenio Pacelli (13 dicembre 1937 – 2 marzo 1939 eletto papa con il nome di Pio XII)
- Raffaele Carlo Rossi, O.C.D. (11 dicembre 1939 – 12 maggio 1941)
- Pietro Fumasoni Biondi (12 maggio 1941 – 18 febbraio 1946)
- Federico Tedeschini (18 febbraio 1946 – 10 marzo 1947)
- Francesco Marmaggi (10 marzo 1947 – 21 giugno 1948)
- Domenico Jorio (21 giugno 1948 – 14 marzo 1949)
- Massimo Massimi (14 marzo 1949 – 16 marzo 1950)
- Nicola Canali (16 marzo 1950 – 28 maggio 1951)
- Giovanni Mercati (28 maggio 1951 – 12 gennaio 1953)
- Giuseppe Bruno (12 gennaio 1953 – 20 maggio 1954)
- Alfredo Ottaviani (20 maggio 1954 – 9 giugno 1958)
- Eugène Tisserant (9 giugno 1958 – 28 marzo 1960)
- Clemente Micara (28 marzo 1960 – 16 gennaio 1961)
- Giuseppe Pizzardo (16 gennaio 1961 – 19 marzo 1962)
- Benedetto Aloisi Masella (19 marzo 1962 – 26 settembre 1964)
- Amleto Giovanni Cicognani (26 settembre 1964 – 26 giugno 1967)
- Giuseppe Antonio Ferretto (26 giugno 1967 – 28 aprile 1969)
- Krikor Bedros XV Aghagianian (28 aprile 1969 – 18 maggio 1970)
- Alfredo Ottaviani (18 maggio 1970 – 5 marzo 1973; per la seconda volta)
- Arcadio María Larraona Saralegui, C.M.F. (5 marzo – 7 maggio 1973 deceduto)
- Ildebrando Antoniutti (dopo il 7 maggio 1973 – 1º agosto 1974 deceduto)
- Franjo Šeper (12 dicembre 1974 – 24 maggio 1976)
- Agnelo Rossi (24 maggio 1976 – 27 giugno 1977)
- Gabriel-Marie Garrone (27 giugno 1977 – 30 giugno 1979)
- Egidio Vagnozzi (30 giugno 1979 – 26 dicembre 1980 deceduto)
- Ufficio vacante (26 dicembre 1980 – 24 maggio 1982)
- Maximilien de Fürstenberg (24 maggio 1982 – 25 giugno 1984)
- Silvio Oddi (25 giugno 1984 – 22 giugno 1987)
- Giuseppe Paupini (22 giugno 1987 – 2 maggio 1988)
- Johannes Willebrands (2 maggio 1988 – 1997 ufficio soppresso)